# Suksijärvi, Norrbotten
Suksijärvi är en sjö i Pajala kommun i Norrbotten och ingår i Torneälvens huvudavrinningsområde.